# Robert Prihoda
Robert Prihoda (* 12. Juli 1857 in Pressburg; † 17. Februar 1903 in Wien) war ein österreichischer Architekt.

## Leben
Robert Prihoda wurde als Sohn des k.u.k. Majors Johann Prihoda und dessen Frau Henriette Krabetz geboren. Wahrscheinlich besuchte er zunächst die Technische Hochschule in Prag, ehe er von 1879 bis 1881 an der Technischen Hochschule Wien bei Heinrich von Ferstel und Karl König studierte. Er schloss dort mit der 2. Staatsprüfung ab. Anschließend besuchte er noch die Akademie der bildenden Künste Wien bei Friedrich von Schmidt. Bei ihm absolvierte er auch sein erstes Praxisjahr bei der Errichtung des Wiener Rathauses. Weiters arbeitete er in den Ateliers von Wilhelm von Flattich, Schallhamer, Raschka, Joseph Wieser und Lot. Im Jahr 1885 machte sich Robert Prihoda selbständig und gründete gemeinsam mit Josef Nemecek die Firma Prihoda und Nemecek, Architekten und Stadtbaumeister in Wien in der Damböckgasse 6 in Wien 6. Seit 1887 war er Mitglied des Österreichischen Ingenieur- und Architektenvereins, seit 1888 der Genossenschaft der bildenden Künstler Wiens. Als Prihoda mit 46 Jahren an einem Gehirnschlag starb, hinterließ er seine Gattin Berta Tredl und seine drei Kinder mittellos.

## Werk
Robert Prihoda errichtete Villen und Wohnbauten im historistischen Stil. Sein neobarockes Formenvokabular kam dem Repräsentationsbedürfnis der Auftraggeber entgegen. Im Inneren der Gebäude verwendete er aber auch moderne secessionistische Elemente.

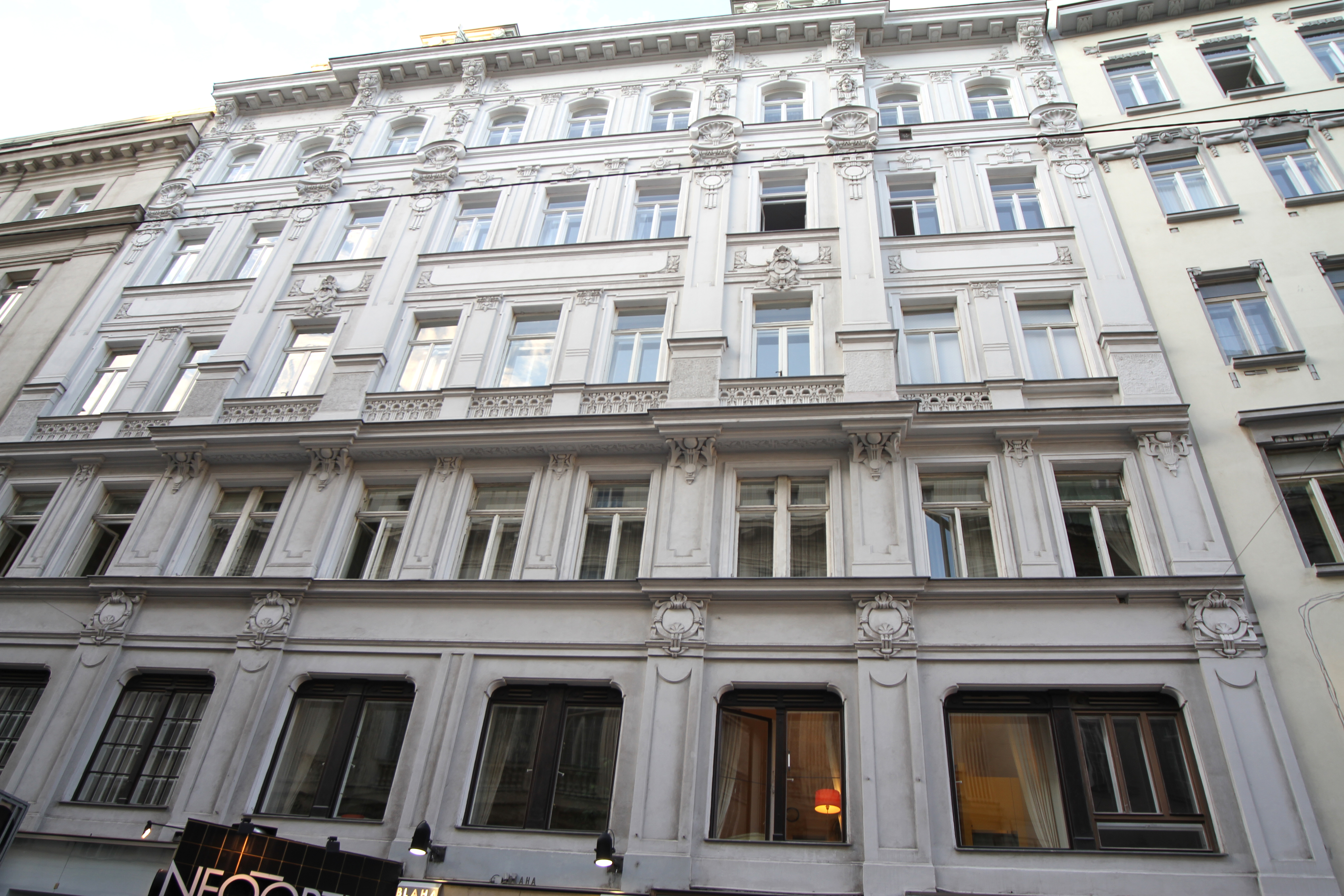
Bognergasse 7 (1901–1902)

- Miethäuser, Amerlingstraße 2, 15, Wien 6 (1887–1890) mit Josef Nemecek
- Miethaus, Gumpendorfer Straße 54–56 / Amerlingstraße 4, Wien 6 (1888) mit Josef Nemecek
- Villa Teresa, Karlsbad, Böhmen (1892)
- Gymnasium Prachatice, Prachatice, Böhmen (1896–1899)
- Vila Splendid, Karlsbad, Böhmen (1897)[1]
- Villa Hohenburg, Karlsbad, Böhmen (1899–1901)[1]
- Miethaus, Windmühlgasse 8, Wien 6 (1901)
- Miethaus, Bognergasse 7, Wien 1 (1901–1902)
- Miethaus, Rotenturmstraße 27, Wien 1 (1902)
- Miethaus, Damböckgasse 6–8, Wien 6 (mit Josef Nemecek)
- Miethaus, Josefstädter Straße 38, Wien 8 (mit Josef Nemecek)